# Mahanarva uniformis
Mahanarva uniformis är en insektsart som beskrevs av William Lucas Distant 1909. Mahanarva uniformis ingår i släktet Mahanarva och familjen spottstritar. Inga underarter finns listade i Catalogue of Life.